# Selenidium halteroide
Selenidium halteroide is een soort in de taxonomische indeling van de Myzozoa, een stam van microscopische parasitaire dieren. Het organisme komt uit het geslacht Selenidium en behoort tot de familie Selenidiidae. Selenidium halteroide werd in 1926 ontdekt door Hasselman.